# Eusebio Hernández Sola
Eusebio Ignacio Hernández Sola OAR (ur. 29 lipca 1944 w Cárcar) – hiszpański duchowny katolicki, biskup Tarazony w latach 2011–2022.

## Życiorys

### Prezbiterat
Święcenia kapłańskie otrzymał 7 lipca 1968 w zgromadzeniu augustianów rekolektów. Po krótkim stażu wikariuszowskim odbył studia na papieskim uniwersytecie Comillas oraz na madryckim uniwersytecie Complutense, jednocześnie pełniąc funkcję ojca duchownego zakonnego instytutu. W 1975 rozpoczął pracę w Kongregacji ds. Instytutów Życia Konsekrowanego i Stowarzyszeń Życia Apostolskiego. W latach 1995–2011 dyrektor jednego z biur tejże dykasterii.

### Episkopat
29 stycznia 2011 papież Benedykt XVI mianował go biskupem ordynariuszem diecezji Tarazony. Sakry biskupiej udzielił mu 19 marca 2011 abp Manuel Monteiro de Castro.
28 czerwca 2022 papież Franciszek przyjął jego rezygnację złożoną ze względu na wiek.